# 周建中
周建中（1944年7月—），男，汉族，重庆长寿人，中华人民共和国政治人物，曾任重庆市人民政府副市长，重庆市人大常委会副主任。